# Armin Arslanagić
Armin Arslanagić (* 5. Mai 1972) ist ein ehemaliger deutsch-bosnischer Eishockeyspieler.

## Karriere
Armin Arslanagić begann seine Karriere als Eishockeyspieler beim HK Bosna, für den er von 1986 bis 1988 in der Jugoslawischen Eishockeyliga aktiv war. Von 1989 bis 1991 spielte er für dessen Ligarivalen HK Partizan Belgrad.
Später wurde er in Deutschland sesshaft und trat dort zwischen 2004 und 2011 für die unterklassigen Mannschaften TV Kornwestheim und TSG Reutlingen. Die Saison 2011/12 begann er beim HK Stari Grad Sarajevo in der bosnisch-herzegowinischen Eishockeyliga, jedoch musste die Spielzeit bereits nach wenigen Spielen aufgrund des Einsturzes der einzigen Eishalle des Landes abgebrochen werden. Er kehrte daraufhin nach Reutlingen zurück, wo er bis 2019 spielte. In der Saison 2021/22 lief er in acht Partien für die Blue Bulls Sarajevo auf.

### International
Für Bosnien und Herzegowina nahm Arslanagić an den Qualifikationen zur Weltmeisterschaft der Division III in den Jahren 2008 und 2018 teil. Beide Turniere beendeten die Bosnier auf dem zweiten Platz. In insgesamt vier WM-Einsätzen kam der Verteidiger auf zwei Torvorlagen.